# Melid

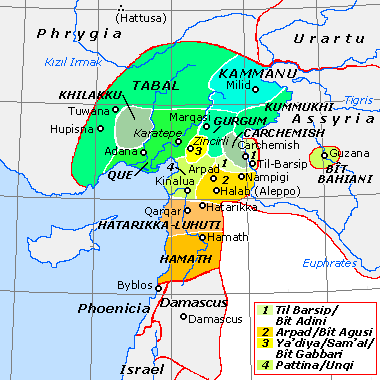
mapa Syrii starożytnej ok. 800 roku p.n.e. z zaznaczonym położeniem miasta Melid (Milid).

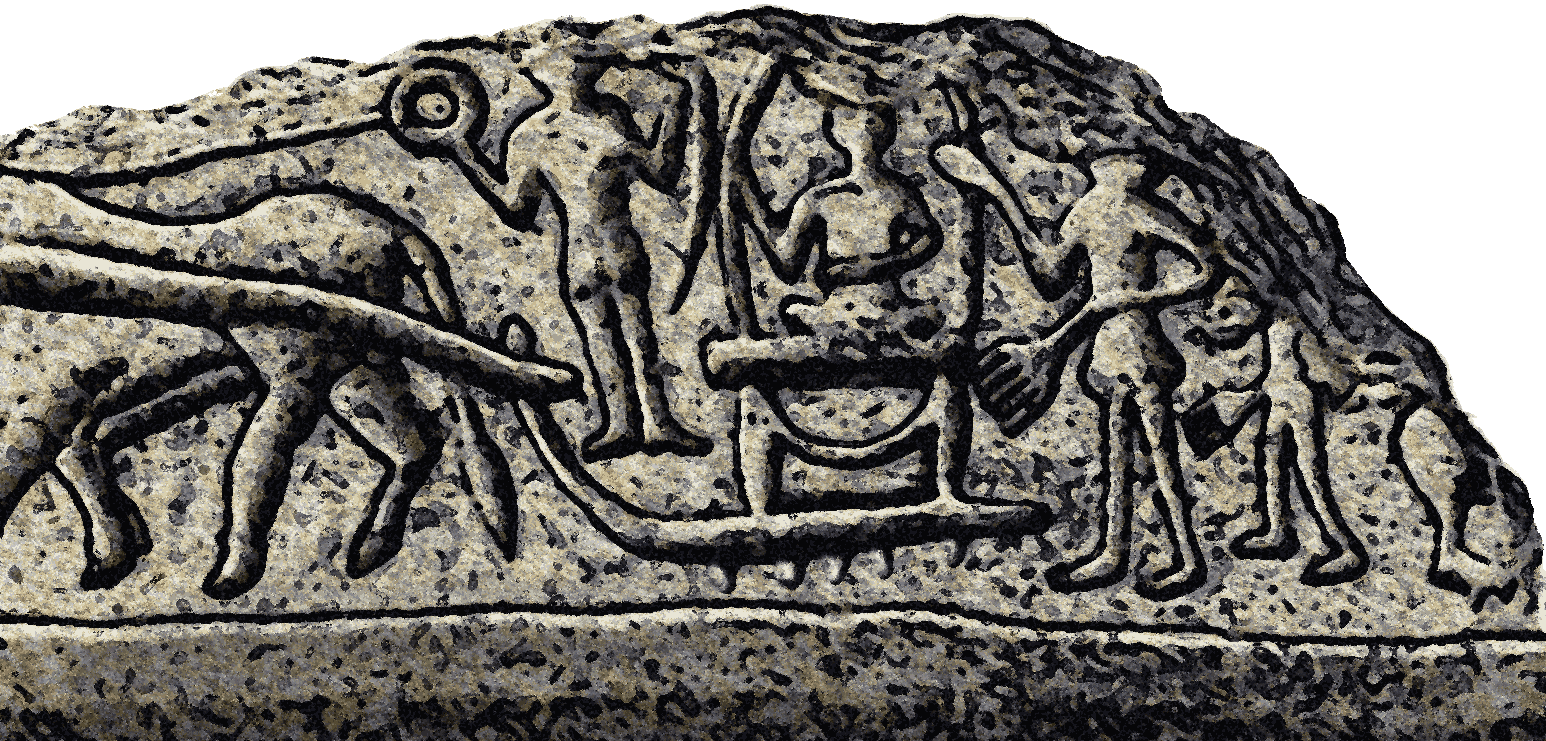
Pieczęć cylindryczna z ruin Melidu

Melid, Milid – starożytne miasto hetyckie. Położone jest na wzgórzu Arslantepe w Turcji. W XIV wieku p.n.e. zostało zdobyte przez Hetytów, trzy stulecie później popadło w zależność od Asyrii. Zostało splądrowane przez Sargona II w VIII wieku p.n.e., a po najeździe Scytów i Kimerów popadło w ruinę. Odkryto je i zbadano dopiero w XX wieku.

## Lokalizacja
38°22′55″N 38°21′40″E/38,381944 38,361111
Melid był położony nad rzeką Tochmą (starożytna nazwa na rzeki wpadającej do górnego Eufratu). Ruiny starożytnego miasta zlokalizowano na wzgórzu Arslantepe w pobliżu Malatyi w Turcji.

## Odkrycie
Ruiny Melitu został odkryte na początku XX wieku. Po raz pierwszy badania archeologiczne na wzgórzu Arslantepe w Turcji przeprowadził w latach 1932 i 1939 Louis Delaporte. Po drugiej wojnie światowej wykopaliska były kontynuowane w latach 1946–1951 przez Claude'a Schaeffera i Piera Meriggiego oraz od 1961 roku przez Salvatore Puglisiego.

## Historia
Na obszarze, gdzie w okresie wczesnohetyckim powstało miasto Melid, ludność zaczęła się osiedlać jeszcze w epoce neolitu. Z czasem osada przekształciła się w jedno z centrów Iszuwy (tak Hetyci określali wrogie wobec siebie ludy, które zamieszkiwały tereny na wschód od ich państwa). Ponieważ od zachodu miasto było zagrożone przez Hetytów, jego władze wzniosły potężne umocnienia. W XIV wieku p.n.e. Melid został zdobyty przez Hetytów. Suppiluliuma I, gdy szykował się do wyprawy wojennej przeciwko Mitanni, mającej na celu podporządkowanie jego stolicy Waszuganni, rozmieścił w Melidzie swoje wojenne centrum dowodzenia.
Stopniowy rozpad państwa hetyckiego przyczynił się do tego, że w Anatolii zaczęły powstawać drobne państewka, tworzone przez napływających Kasków i Luwijczyków. Na przełomie XII–XI wieku p.n.e. Melid stał się jednym z centrów administracyjno-politycznych państwa luwijskiego Kammanu. Ówcześni władcy wznieśli w mieście pałac i ozdobili go monumentalnymi rzeźbami, które przedstawiały królów i lwy. Na początku XI wieku p.n.e., za panowania w Asyrii Tiglat-Pilesera I, wybuchł konflikt luwijsko-asyryjski. Przyczynił się on do uzależnienia Melidu od Asyrii. W XVIII wieku p.n.e. Sargon II splądrował miasto.
Melid popadł w ruinę po najeździe Scytów i Kimerów w VIII wieku p.n.e.